# Tajemnica jeziora (serial telewizyjny)
Tajemnica jeziora (fr. Le mystère du lac) – francuski telewizyjny miniserial kryminalny z 2015 roku. Zdjęcia kręcono w Bauduen w departamencie Var.

## Obsada
- Barbara Schulz - Lise Stocker
- Lannick Gautry - Clovis Bouvier
- Marie-Anne Chazel - Marianne Stocker
- Armelle Deutsch - Karine Delval
- Cyril Lecomte - Hervé Delval
- Claire Borotra - Patricia Mazaud
- Arié Elmaleh - Thomas Mézières
- Laurent Bateau - Nicolas Mazaud
- Emilie Caen - Valérie Fournont
- Philippe Duquesne - Serge Joufroy
- Jackie Berroyer - Pierre Letizi
- Charlie Joirkin - Chloé Delval
- Ludivine Manca - Rachel
- Juliette Chêne - Ingrid[2]